# Dorfkirche Bernsgrün

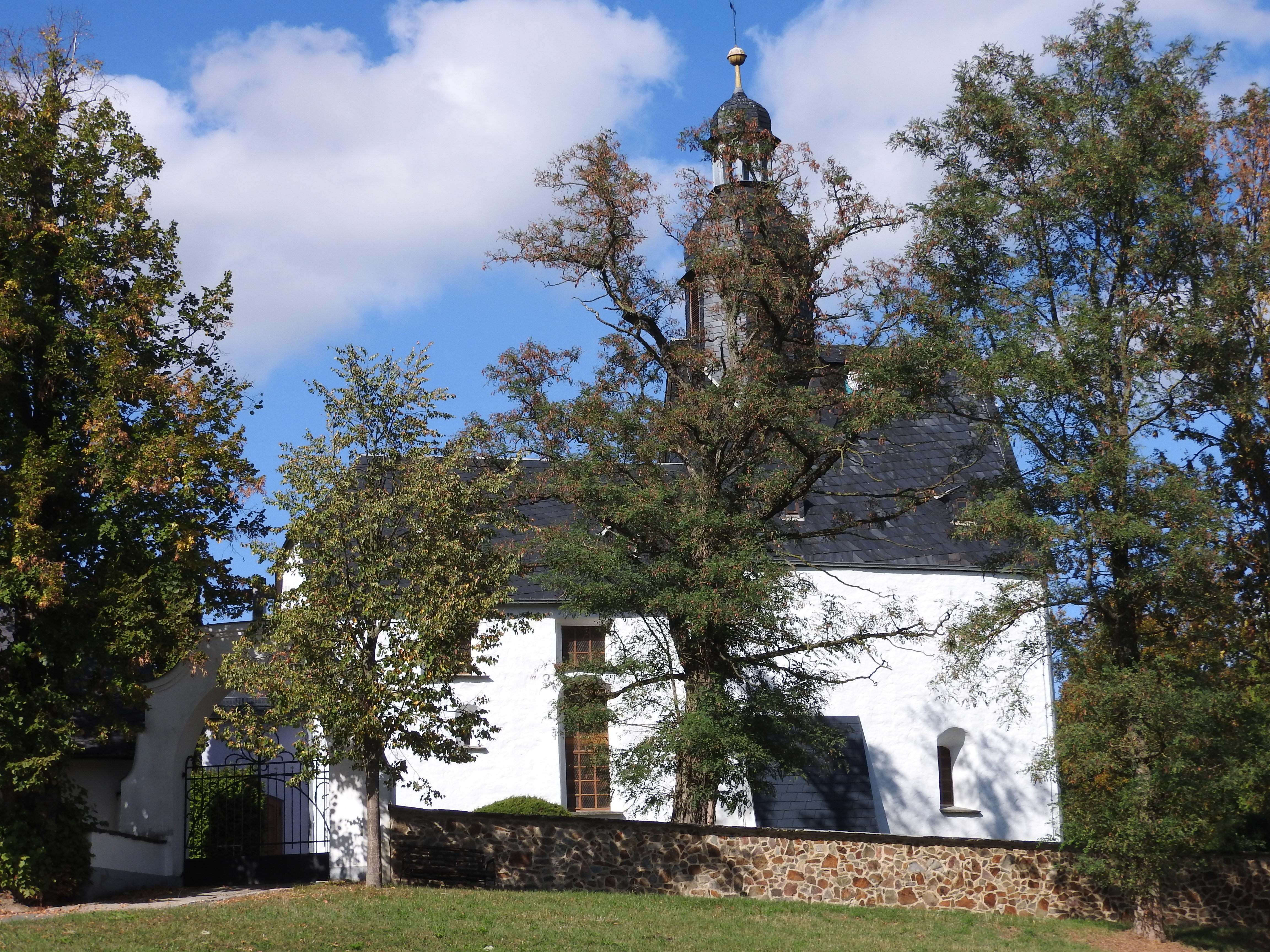
Dorfkirche in Bernsgrün

Die evangelische Dorfkirche Bernsgrün steht inmitten des von einer Feldsteinmauer umgebenen Friedhofs im Ortsteil Bernsgrün der Stadt Zeulenroda-Triebes im Landkreis Greiz in Thüringen. Sie gehört zum Pfarrbereich Pöllwitz-Schönbach im Kirchenkreis Greiz der Evangelischen Kirche in Mitteldeutschland.

## Geschichte
Im Gotteshaus sind die Baustile Romanik, Gotik, Barock und Klassizismus vertreten.
Der geschnitzte Marienaltar ist ein Flügelaltar aus dem 15. Jahrhundert. 
Die vierseitige Kanzel wurde im 18. Jahrhundert gebaut, ebenso die geschnitzten Kanzelfiguren sowie das am Aufgang befindliche Kanzelbrett.